# Othmarskirche (Naumburg)

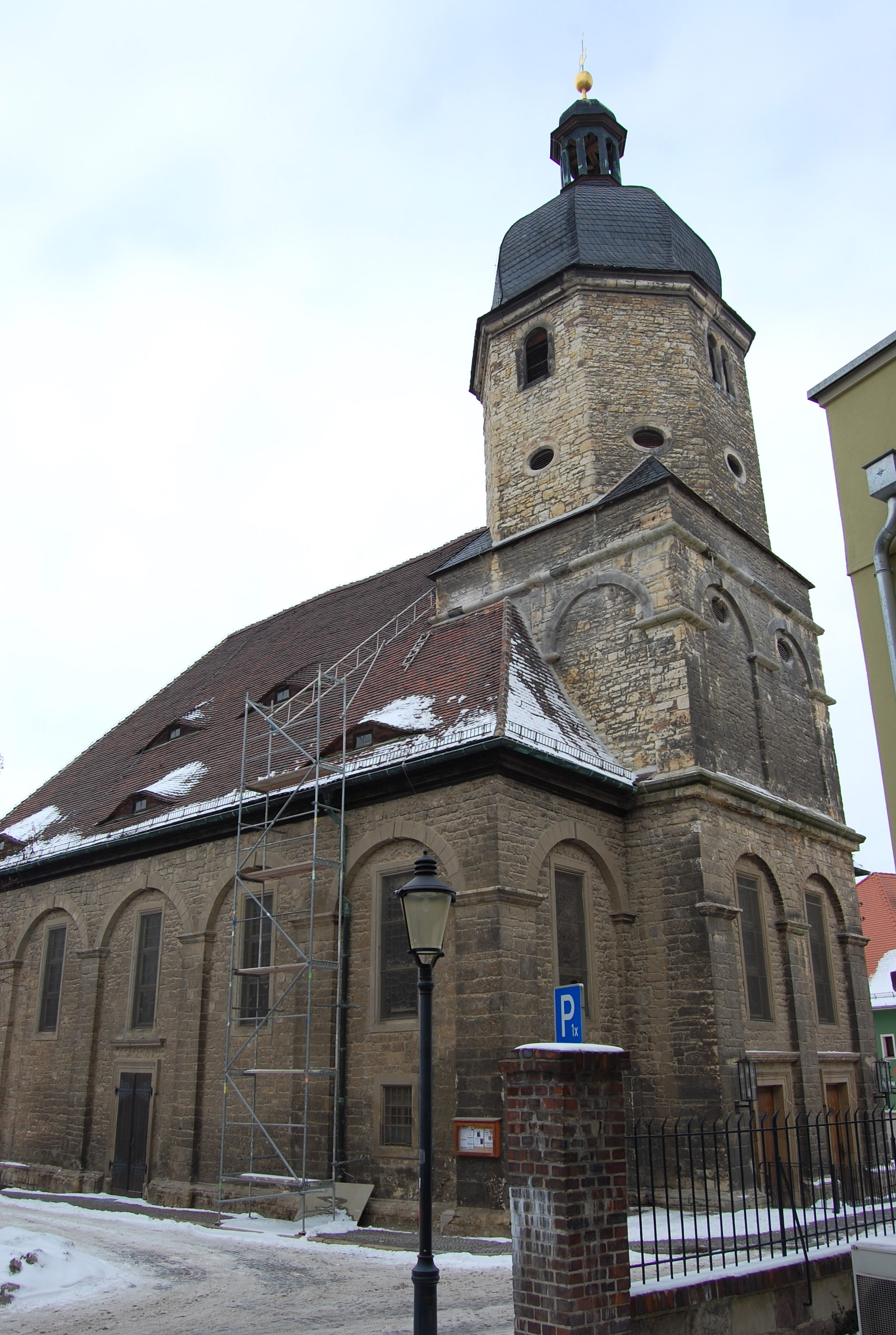
Othmarskirche

Die Othmarskirche war eine evangelische Kirche in Naumburg (Saale) in Sachsen-Anhalt. Sie wird heute als Bibliothek und Archiv der Evangelischen Kirche genutzt.

## Geschichte und Architektur
Eine erste urkundliche Erwähnung eines Vorgängerbaus des heutigen Gebäudes stammt aus dem Jahr 1259. Im 15. Jahrhundert entstand eine hölzerne Kirche, welche dann durch die heutige Kirche ersetzt wurde. Der Bau des jetzigen Gebäudes erfolgte in den Jahren 1691 bis 1699 im Stil des Frühbarock. Das rechteckige Kirchenschiff wird durch ein Walmdach bedeckt. Die Fassade ist mit verhältnismäßig hoch eingefügten rechteckigen Fenstern sowie Pilaster und Segmentbögen gegliedert. Östlich befindet sich eine geschlossene Altarnische über der sich der somit östlich des Schiffs befindliche Kirchturm erhebt. Der Turm ist im unteren Abschnitt quadratisch und wird dann achteckig. Oben trägt er eine mit Schiefer verkleidete Haube und eine Laterne.

## Innengestaltung
In den 1970er Jahren wurde der Innenraum, finanziert aus einem Kirchenbauprogramm in der DDR, doppelgeschossig ausgebaut und zum Teil als Bibliothek des ehemaligen Oberseminars (heutiges „Haus der Kirche“) genutzt. In Teilen bestehen Kreuzgratgewölbe, so auch in der im südöstlichen Bereich des Gebäudes gelegenen ehemaligen Sakristei.
Erhalten geblieben ist die aus dem Jahr 1494 stammende Altarmensa und ein bemaltes Lesepult, welches auf die Zeit des frühen 16. Jahrhunderts datiert wird. Am Ende des 17. Jahrhunderts entstand der in Form eines achteckigen Kelches gestalteter Taufstein und ein vergoldetes Kruzifix. Darüber hinaus sind Bildnisse von Pastoren aus dem 17. und 18. Jahrhundert vorhanden.
Bemerkenswert ist auch der Grabstein der 1670 verstorbenen Margaretha von Werthern.